# Балінт Балашші
Барон Балінт Балашші (угор. Balassi Bálint, 20 жовтня 1554, Зволен — 30 травня 1594, Естерґом) — угорський воїн, поет, перекладач, засновник угорської ліричної поезії. Писав угорською, словацькою та османською мовами.

## Біографія
Балінт (Валентин) Балашші походив зі шляхетського кальвіністського роду Балашшів, здобув гарну освіту, володів сімома мовами. Рік навчався в Нюрнберзі (1565). В Угорщині виховувався протестантським проповідником Петером Борнемісою. Втратив майно і вступив на військову службу. Воював з османськими і польськими військами, був поранений, потрапив у польський полон. У 1586 році перейшов в католицтво.
У 1576 році, під час сутички з трансільванським військом Кріштофа Годьмашші, отримав поранення — удар «бойовою палицею» по шоломі  і був взятий у полон та переданий для ув'язнення у замок Хуст (Закарпаття, Україна). Комендант замку Гашпар Корніш, зважуючи на високе походження та поетичну славу Балінта Балашші, утримує його в хустському замку в якості гостя під слово честі. Більше того, відомий поет користується особливою прихильністю дружини генерала  Кріштофа Годьмашші  — Крістіни Годьмашші-Шаньїкі, яка гостювала в хустському замку. У ті часи догляд за пораненим лицарем був однією з почесних справ для високородних дам. Близькість до молодого та відомого чоловіка породила взаємні почуття. Але для Балінта Балашші то було тимчасове захоплення, бо насправді він був безнадійно закоханий в Анну Лошонці — дружину егерського коменданта. Рік по тому міг би одружитися з Крістіною Годьмашші, оскільки вона овдовіла. Але Балінт Балашші був переведений до почесного ув'язнення до двору князя Іштвана Баторі у Дюлафегерварі і згодом одружився з Крістіною Добо, дочкою героя оборони Егерської фортеці Іштвана Добо. Це був династичний та меркантильний шлюб з боку поета. Любов до своєї вітчизни — Угорщини він проніс до своєї славетної смерті. У 1594 році, захищаючи від османів фортецю міста Естергом, Балінт Балашші загинув від важкого поранення гарматним ядром.
Родоначальник угорської ліричної поезії, відомий перекладач та безстрашний воїн, Балінт Балашші, залишиться в історії автором ліричного послання на ім'я Крістіни Годьмашші — красуні із замку Хуст.

## Творчість
Перший опублікований твір — переклад з німецької книги лютеранського пастора Міхаеля Бокка «Садок цілющих трав для недужих душ». Автор духовних віршів, патріотичних і військових пісень, любовної лірики, перекладів з латини і німецької. Прекрасно знаючи кочове, небезпечне життя солдата, Балашші в своїх віршах оспівував стрімкий біг бойового коня, хоробрість і завзятість бувалих вояків, простори степів і терпкий смак золотистого вина. Тривога за батьківщину не переростає у Балашші в трагічні стогони, патріот Балашші готовий з радістю віддати за батьківщину життя. Поезія Балашші виявилася дуже близькою до народної пісенної творчості. Духовні вірші були опубліковані в 1631. Любовні ж вірші Балашші поширювалися в рукописах і були вперше надруковані лише в 1874 році, коли один зі списків виявили в бібліотеці Радван. Цикл віршів «До Юлії» по праву вважається перлиною угорської поезії на всі часи. Любовна лірика Балашші відрізняється оригінальністю, але тим не менш несе відбиток творчості великих італійців Данте і Петрарки.

## Публікації російською мовою
- Стихотворения. / Издание подготовил Ю. П. Гусев. — М.: Наука, 2006. — (Серия: Литературные памятники)